# Aubiac, Lot-et-Garonne
Aubiac är en kommun i departementet Lot-et-Garonne i regionen Nouvelle-Aquitaine i sydvästra Frankrike. Kommunen ligger i kantonen Laplume som tillhör arrondissementet Agen. År 2022 hade Aubiac 1 177 invånare.

## Befolkningsutveckling
Antalet invånare i kommunen Aubiac
| Referens: INSEE |